# SUPER JUNIOR RYEOWOOK Special Live ~六花~
《SUPER JUNIOR RYEOWOOK Special Live ~여섯개의 꽃~》는 슈퍼주니어의 멤버 려욱의 세 번째 일본 전국 콘서트 투어로 앞서 개최된 〈SUPER JUNIOR RYEOWOOK Special Live ~秋宴~〉의 호응에 힘입어 추가 공연의 개념으로 개최되었다.

## 투어 일정
| 일정             | 도시 | 장소                       | 관객 동원     |
| ---------------- | ---- | -------------------------- | ------------- |
| 2022년 12월 22일 | 대판 | 오사카 국제 회의장 메인 홀 | 통산 10,000명 |
| 2022년 12월 23일 | 대판 | 오사카 국제 회의장 메인 홀 | 통산 10,000명 |
| 2022년 12월 27일 | 복강 | 후쿠오카 선 팔레스         | 통산 4,600명  |
| 2022년 12월 28일 | 복강 | 후쿠오카 선 팔레스         | 통산 4,600명  |

## 세트 리스트
- Opening VCR -
- 어린왕자 (The Little Prince)
- Like A Star
- 별이 쏟아지는 밤 (Starry Night)

- Ment -
- 恋に落ちて (사랑에 빠져)
- Sugar

- VCR #2 -
- エジソン[1](에디슨)
- Habit[2]

- Ment -
- 슈퍼주니어 Medley

1. Mr. Simple
2. SPY
3. Oppa, Oppa

- Ment -
- メリクリ[3]
- クリスマスソング[4](크리스마스 송)

- Ment -
- 오늘만은 (Hiding Words)
- 취해 (Drunk In The Morning)

- Ment -
- 도로시 (Dorothy)
- 나에게 (To Me)

- Ment -
- 찬란한 나의 그대 (Everlasting Love)

- Ment -
- 茜色に染まる空の下 (노을 빛 하늘 아래)

- Encore VCR -
- 桜の花が咲く頃 (벛꽃이 필 무렵)

- Ment -
- 君に出会えて (너를 만나고)

## 게스트
| 일정             | 게스트 |
| ---------------- | ------ |
| 2022년 12월 23일 | 바다   |

## 제작
- 기획 · 제작 : 에이벡스 엔터테인먼트, 스트림 미디어 코퍼레이션
- 총감독 : 오오쿠보 마사오